# Cala Pada
Cala Pada és una petita platja situada al sud-oest de Santa Eulària des Riu a l'illa d'Eivissa. Envoltada per vegetació de coníferes.

## Característiques
Té 200 metres de longitud i de 10 a 20 metres d'amplària. D'arenes blanques i naturals i té tota mena de serveis: hotels, apartaments, botigues, restaurants, dutxes, para-sols, hamaques, lloguer de velomars i petites embarcacions, parasailing.

## Com arribar-hi
Des del centre d'Eivissa, cal agafar la Avinguda d'Ignasi Wallis fins a arribar a la EI-20. Després cal seguir la EI-200 fins a arribar a Santa Eulària des Riu. Un cop a Santa Eulària, agafeu direcció est i seguiu les senyalitzacions.
És una cala d'arena fina i una mica fosca, amb zones dins de l'aigua amb força alga. Cap al centre de la cala hi ha construït un moll que s'endinsa uns metres en el mar. I és que a l'estiu hi ha un servei de barques que transporten passatgers des de Santa Eulària fins a la cala. Aquest moll és molt usat per nens i joves com a trampolí en els seus jocs mentre no apareixen els vaixells de transport de passatgers.
És agradable de passejar per la cala, però a més, en els seus extrems, podem connectar amb un antic camí de ronda que voreja la costa des de Santa Eulària fins a més enllà de la cala.
A l'estiu, l'ambient a la platja és molt familiar. Hi ha alguns restaurants i una escola de vela i també de busseig.